# Grup Atletisme Lluïsos Mataró
El Grup Atletisme Lluïsos Mataró és un club d'atletisme de la ciutat de Mataró.
És una entitat amb més de 70 anys d'antiguitat. Dedicats bàsicament a l'esport i a la cultura, en un primer moment fou una colla sardanista i més endavant donà pas a un grup gimnàstic amb el nom Grup Gimnàstic Lluïsos.
La seva activitat esportiva es desenvolupava en el pati del ja desaparegut Convent dels Caputxins de Mataró. En l'actualitat en aquest indret s'hi pot trobar una Plaça entre edificacions, però el que sí que es conserva pel record de la ciutat és el nom de Plaça dels Lluïsos.
La primera secció que es va crear era de gimnàstica esportiva i amb el temps s'anaren afegint pràctiques d'esports diversos, entre ells l'halterofília, la boxa, l'handbol, el bàsquet i finalment l'atletisme, que és l'únic que es practica actualment.
Avui té una massa social de 450 persones, s'entrena a l'Estadi Municipal, amb unes pistes de 8 carrers i un gimnàs. Els atletes tenen a la seva disposició un equip d' entrenadors, amb capacitat per preparar atletes de qualsevol especialitat.